# Valerio Aspromonte
Valerio Aspromonte (Roma, 16 de março de 1987) é um ex-esgrimista italiano, campeão olímpico por equipes nos Jogos de Londres, em 2012, com Andrea Baldini, Andrea Cassarà e Giorgio Avola.

## Palmarès
Jogos Olímpicos
| Ano  | Local   | Evento              | Posição | Ref.  |
| ---- | ------- | ------------------- | ------- | ----- |
| 2012 | Londres | Florete por equipes | 1.ª     | [ 4 ] |

Campeonatos Mundiais
| Ano  | Local     | Evento              | Posição | Ref.  |
| ---- | --------- | ------------------- | ------- | ----- |
| 2013 | Budapeste | Florete por equipes | 1.ª     | [ 4 ] |
| 2010 | Paris     | Florete por equipes | 2.ª     | [ 4 ] |
| 2011 | Catânia   | Florete individual  | 2.ª     | [ 4 ] |
| 2013 | Budapeste | Florete individual  | 3.ª     | [ 4 ] |
| 2014 | Cazã      | Florete por equipes | 3.ª     | [ 4 ] |

Campeonatos Europeus
| Ano  | Local       | Evento              | Posição | Ref.  |
| ---- | ----------- | ------------------- | ------- | ----- |
| 2010 | Lípsia      | Florete por equipes | 1.ª     | [ 4 ] |
| 2011 | Sheffield   | Florete por equipes | 1.ª     | [ 4 ] |
| 2012 | Legnano     | Florete por equipes | 1.ª     | [ 4 ] |
| 2010 | Lípsia      | Florete individual  | 2.ª     | [ 5 ] |
| 2014 | Estrasburgo | Florete por equipes | 2.ª     | [ 6 ] |

## Condecorações
- Colar de Ouro ao Mérito Desportivo (2012)[7]